# Philippe Delerm
Philippe Delerm född 27 november 1950 i Auvers-sur-Oise, är en fransk författare och filosofiprofessor.